# Conte di Oxford
Il titolo di conte di Oxford è un titolo attivo fra paria d'Inghilterra, creato per la prima volta da Edgardo Atheling e detenuto da lui stesso dal 1066 al 1068, ed in seguito offerto ad Aubrey III de Vere dall'imperatrice Matilde nel 1141, una delle quattro contee che poteva scegliere se il Cambridgeshire fosse occupato dal re di Scozia. All'accettazione di Aubrey, il titolo sarebbe stato detenuto dalla famiglia De Vere per più di cinque secoli e mezzo fino alla morte del XX conte nel 1703. I de Vere furono anche detentori ereditari dell'ufficio del Master Chamberlain of England dal 1133 fino alla morte del XVIII conte nel 1625. I conti di Oxford detennero titoli sussidiari, e così i loro eredi apparenti furono designati con titoli  inizialmente come Lord Vere, e successivamente Visconte Bolebec (qualche volta scritto Visconte Bulbeck).
La loro sede principale è il castello di Hedingham nell'Essex, ma possiedono terre nell'Inghilterra meridionale e nelle Midlands, in particolare nell'Inghilterra orientale. La contea attuale era chiamata 'Oxenford' almeno fino alla fine del XVII secolo. Le fonti medievali si riferiscono pertanto a 'mu lord of Oxenford' quando parlava del conte.

## Detentori del titolo

### Prima creazione (1066)
- Edgardo Atheling, I conte di Oxford, prima creazione, (1066–1068)

### Seconda creazione (1141)
- Aubrey de Vere, I conte di Oxford (c. 1115–1194)
- Aubrey de Vere, II conte di Oxford (c. 1164–1214)
- Robert de Vere, III conte di Oxford (c. 1173–1221)
- Hugh de Vere, IV conte di Oxford (c. 1208–1263)
- Robert de Vere, V conte di Oxford (1240–1296) (in pegno nel 1265, ripristinata poco dopo)
- Robert de Vere, VI conte di Oxford (1257–1331)
- John de Vere, VII conte di Oxford (1312–1360)
- Thomas de Vere, VIII conte di Oxford (1337–1371)
- Robert de Vere, IX conte di Oxford (1362–1392) (in pegno nel 1388)
- Aubrey de Vere, X conte di Oxford (1340–1400) (ripristinata nel 1393)
- Richard de Vere, XI conte di Oxford (1385–1417)
- John de Vere, XII conte di Oxford (1408–1462)
- John de Vere, XIII conte di Oxford (1442–1513) (in pegno nel 1475, ripristinata nel 1485)
- John de Vere, XIV conte di Oxford (1457–1526)
- John de Vere, XV conte di Oxford (1482–1540)
- John de Vere, XVI conte di Oxford (1516–1562)
- Edward de Vere, XVII conte di Oxford (1550–1604)
- Henry de Vere, XVIII conte di Oxford (1593–1625)
- Robert de Vere, XIX conte di Oxford (1575–1632)
- Aubrey de Vere, XX conte di Oxford (1627–1703)

## Conti di Oxford e conte Mortimer (1711 - ad Oggi)
Il titolo, unico, di "conte di Oxford e conte di Mortimer", con il rango di pari di Gran Bretagna, fu creato per Robert Harley nel 1711. Il Titolo ad oggi è assegnato alla Famiglia Harley. Dopo la scomparsa del Conte Edward Robert Harley VIII a Maggio 2025 il titolo è in attesa di assegnazione per successione alla prima nipote Elena Maria Magni, di origini anglo-italiane. 

## Approfondimenti
- Verily Anderson, The De Veres of Castle Hedingham, Lavenham, Suffolk, Terence Dalton, 1993.
- Sir Clements R. Markham, The Fighting Veres: Lives of Sir Francis & Lord Horace Vere, Generals of the Queen's Forces, London, Sampson Low, Marston, Searle, & Rivington, 1888.